# Pivovar Krašovice
Pivovar Krašovice stával v obci Krašovice v místech dnešní hospody U krmelce. Nedaleko stávala tvrz.

## Historie
První zmínka o pivovaru je z roku 1620. Největší výstav činil 1 020 hl, provoz byl ukončen roku 1895. Po ukončení výroby byla v budově pivovaru škola a poté sklady místního JZD. V roce 2003 došlo ke zbourání chátrajících budov pivovaru. Dnes po pivovaru zbyly pouze základy u silnice.